# Международные летние курсы новой музыки
Международные летние курсы новой музыки (нем. Internationale Ferienkurse für Neue Musik, Darmstadt) — цикл лекций и семинаров по современной музыке в Дармштадте. Курсы проводятся с 1946 года ежегодно (международные — с 1948), с 1970 г. — раз в два года. Представляют собой важнейший образовательный и информационный центр в области радикальных музыкальных практик. К Летним курсам приурочен международный музыкальный фестиваль, известная площадка, на которой проходят премьеры современной музыки.
Центральными фигурами раннего этапа в развитии курсов были молодые композиторы-авангардисты Пьер Булез, Бруно Мадерна, Карлхайнц Штокхаузен, Луиджи Ноно, Лучано Берио, Анри Пуссёр. Постепенно доминирование этого круга авторов стало вызывать недовольство у слушателей и администрации курсов, и с 1970 года начался процесс расширения диапазона представляемых на курсах эстетик. Среди участников, проводивших свои семинары, были также Маурисио Кагель, Брайан Фернихоу, Вольфганг Рим, Милтон Бэббитт  и другие композиторы.

## Руководители
- Вольфганг Штайнеке (1946—1961)
- Эрнст Томас (1962—1981)
- Фридрих Хоммель (1981—1994)
- Зольф Шефер (1995—2009)
- Томас Шефер (с 2009 г.)